# Monceau-sur-Sambre
Monceau-sur-Sambre település a belgiumi Hainaut tartományban található Charleroi város része. A települést, amelynek területe 7,1 km² és lakossága kb. 8600 fő, 1977-ben vonták össze a közeli nagyvárossal.
A város történetének egyik legtragikusabb napja volt 1914. augusztus 22-e, amikor a bevonuló német birodalmi hadsereg 63 polgári lakost kivégzett és 248 házat lerombolt.

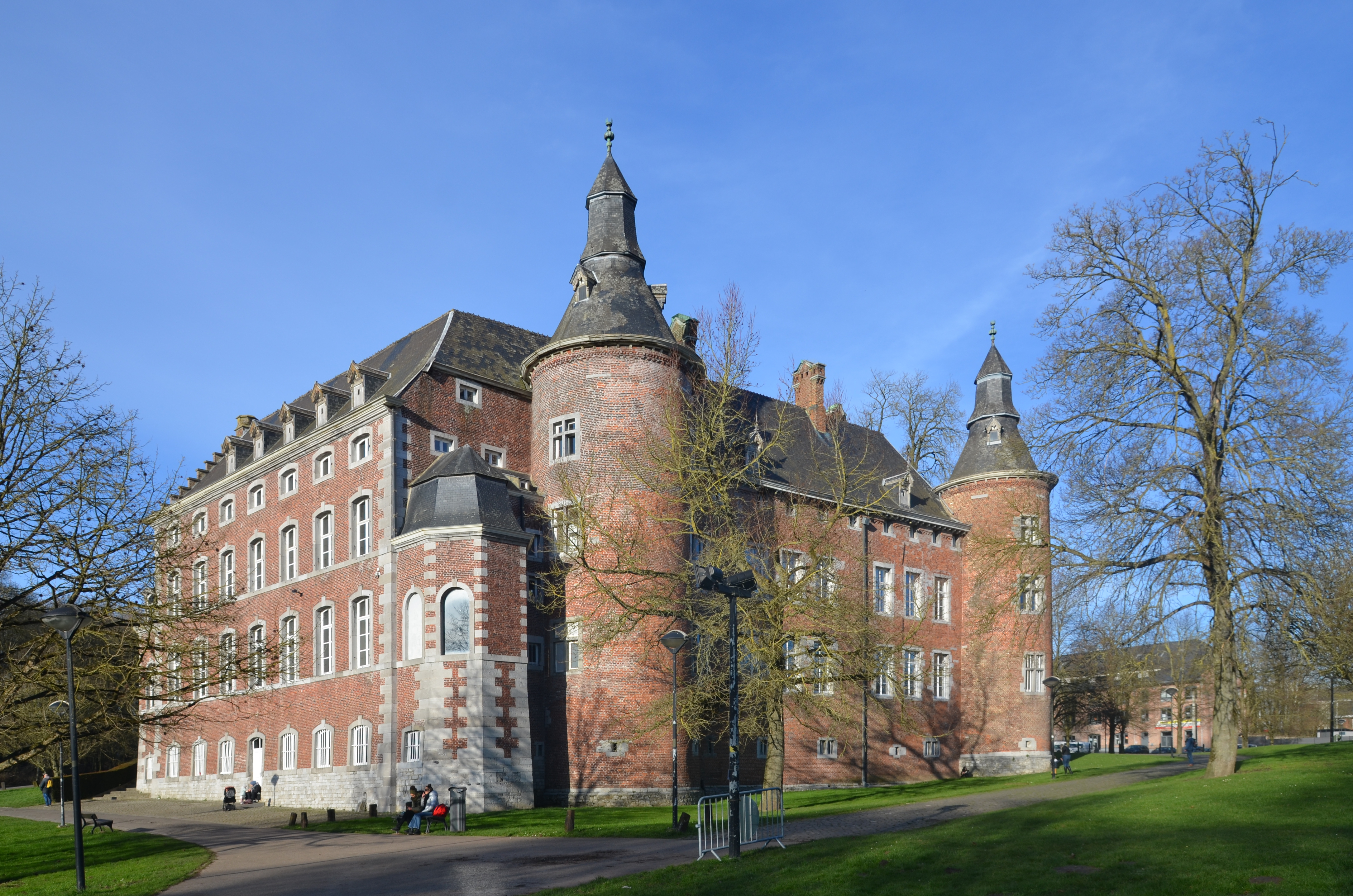
A 17-18. századi kastély épülete